# Enric Hernández
Enric Hernández i Llorente (Tarrasa, Barcelona; 21 de mayo de 1969) es un periodista español.

## Biografía
Licenciado en Ciencias de la Información por la Facultad de Ciencias de la Comunicación de la Universidad Autónoma de Barcelona, inició su carrera profesional en 1990 en el diario Avui, donde pronto se especializó en la información política. En 1992 se convirtió en corresponsal del diario en Madrid, desde donde informó de la etapa final de los gobiernos de Felipe González y de la consolidación del liderazgo de José María Aznar al frente del Partido Popular hasta su llegada al poder. En 1996 fue nombrado delegado del Avui en Madrid.
En 1998 se incorporó a la redacción de El Periódico de Cataluña como redactor jefe de Política, y un año después es nombrado delegado del diario en Madrid hasta 2009. Entre 2004 y 2019 compaginó la crónica política con especial atención a la información gubernamental y a las relaciones entre Cataluña y el conjunto de España, con el análisis en las tertulias de la COPE, Radio Nacional de España, Catalunya Ràdio (La mañana de Catalunya Ràdio), TV3 (Els matins), Antena 3 (Espejo público), La Sexta (Al rojo vivo), TVE (Los desayunos de TVE y 59 segundos) y Telemadrid (Madrid opina). En 2006 fue nombrado subdirector de El Periódico de Catalunya.
Nombrado director adjunto de El País en 2009, dirigió la edición catalana de este rotativo hasta que en febrero de 2010 se reincorporó a El Periódico de Cataluña como director. En mayo de 2019 se anunció su relevo en la dirección de El Periódico de Cataluña por Anna Cristeto, poco después de que el diario fuese adquirido por Prensa Ibérica.
Después de salir de El Periódico de Cataluña, entre el 3 de septiembre de 2019 y el 2 de agosto de 2021 fue director de Información y Actualidad de RTVE. Su labor consistía en coordinar la información de todos los canales de la radiotelevisión pública estatal, así como unificar los criterios de los informativos y magazines. Desde el 2 de enero al 7 de julio de 2020 fue director interino de los Servicios Informativos de TVE.Entre el 2 de agosto y el 31 de agosto de 2021 fue director de RTVE Noticias. 
Más tarde, entre abril y junio de 2022, fue asesor técnico del Área de Presidencia sobre comunicación local en la Diputación Provincial de Barcelona. Después, desde julio de 2022 hasta febrero de 2025, es adjunto al presidente de Prisa Media, como responsable de Desarrollo Corporativo.